# Хадутеяха
Хадутеяха (Хадытаяха) — река в России, протекает по территории Пуровского района Ямало-Ненецкого автономного округа. Начинается в озере Хадутето (Хадытато) на высоте 103,2 метра над уровнем моря. Течёт в юго-восточном среди болот. В пойме присутствуют ягельники. Низовья находятся в сосновом лесу. Устье реки находится в 474 км по левому берегу реки Пякупур на высоте 76,6 метров. Длина реки составляет 33 км.

## Гидроним
Название происходит из лесного ненецкого языка, на котором звучит как Катуче"эй дяха и имеет значение 'большая еловая река'.

## Данные водного реестра
По данным государственного водного реестра России относится к Нижнеобскому бассейновому округу, водохозяйственный участок реки — Пур. Речной бассейн реки — Пур.
Код объекта в государственном водном реестре — 15040000112115300055172.